# Сорока (Тернопольская область)
Сорока (укр. Сорока) — село в Хоростковской городской общине Чортковского района Тернопольской области Украины.
До 2020 года входило в Гусятинский район.
Код КОАТУУ — 6121687201. Население по переписи 2001 года составляло 836 человек.

## Географическое положение
Село Сорока находится на берегу реки Черница, которая через 7 км впадает в реку Гнилая,
на расстоянии в 6 км от села Постоловка.

## История
- 1659 год — дата основания.

## Объекты социальной сферы
- Школа I—II ст.
- Клуб.